# Samoas riksvapen
I Samoas riksvapen vittnar korset och inskriptionen "Måtte Gud vara Samoas grundval" om invånarnas kristna tro. Olivkvistarna bär ett tydligt budskap om fred. Palmen har övertagits från en vapensköld under kolonialtiden.